# تيم غراهام
تيم غراهام (بالإنجليزية: Tim Graham) هو منافس ألعاب قوى بريطاني، ولد في 31 مايو 1939 في تشيناي في الهند.

## وصلات خارجية
- تيم غراهام على موقع اللجنة الأولمبية الدولية (الإنجليزية)
- تيم غراهام على موقع أوليمبيديا (الإنجليزية)
- تيم غراهام على موقع اللجنة الأولمبية البريطانية (الإنجليزية)
- تيم غراهام على موقع اتحاد ألعاب الكومنولث (مؤرشف) (الإنجليزية)